# Зимові Паралімпійські ігри 1980
Зимові Паралімпійські ігри 1980 відбулись у Єйло, Норвегія, з 1 по 7 лютого. Вони стали другими Зимовими Паралімпійські іграми.

## Види спорту
- Лижні перегони
- Швидкісний спуск на санях
- Гірськолижний спорт

## Таблиця медалей
Легенда
      Країна-господар
Топ-10 неофіційного національного медального заліку:
| Місце | Країна         | Золото | Срібло | Бронза | Загалом |
| ----- | -------------- | ------ | ------ | ------ | ------- |
| 1     | Норвегія       | 23     | 21     | 10     | 54      |
| 2     | Фінляндія      | 15     | 7      | 12     | 34      |
| 3     | Австрія        | 6      | 10     | 6      | 22      |
| 4     | Швеція         | 5      | 3      | 8      | 16      |
| 5     | Швейцарія      | 4      | 2      | 3      | 9       |
| 6     | США            | 4      | 1      | 1      | 6       |
| 7     | ФРН            | 3      | 5      | 9      | 17      |
| 8     | Канада         | 2      | 3      | 1      | 6       |
| 9     | Франція        | 1      | 1      | 1      | 3       |
| 10    | Чехословаччина | 0      | 1      | 0      | 1       |